# Comuna de Cmolas
Cmolas (polaco: Gmina Cmolas) é uma gminy (comuna) na Polónia, na voivodia de Subcarpácia e no condado de Kolbuszowski. A sede do condado é a cidade de Cmolas.
De acordo com os censos de 2005, a comuna tem 7981 habitantes, com uma densidade 59,5 hab/km².

## Área
Estende-se por uma área de 134,06 km², incluindo:
- área agricola: 50%
- área florestal: 43%

## Demografia
Dados de 30 de Junho 2004:
|                      | Total   | Total | Mulheres | Mulheres | Homens  | Homens |
| -------------------- | ------- | ----- | -------- | -------- | ------- | ------ |
|                      | pessoas | %     | pessoas  | %        | pessoas | %      |
| População            | 7848    | 100   | 3885     | 49,5     | 3963    | 50,5   |
| Densidade (pop./km²) | 58,5    | 100   | 29       | 29       | 29,6    | 29,6   |

De acordo com dados de 2002, o rendimento médio per capita ascendia a 1409,72 zł.

## Comunas vizinhas
- Kolbuszowa, Dzikowiec, Majdan Królewski, Mielec, Niwiska, Tuszów Narodowy